# 李金培
李金培（1930年—），广东珠海人，中华人民共和国学者、政治人物，华南农业大学教授，中国民主促进会中央委员会原常务委员、广东省委员会原主任委员，广东省政协原副主席。